# Хартингтон (Небраска)
Хартингтон (енгл. Hartington) град је у америчкој савезној држави Небраска.

## Демографија
По попису из 2010. године број становника је 1.554, што је 86 (-5,2%) становника мање него 2000. године.
| Група             | 2000.         | 2010.         |
| Белци             | 1.624 (99,0%) | 1.537 (98,9%) |
| Афроамериканци    | 0 (0,0%)      | 2 (0,1%)      |
| Азијати           | 0 (0,0%)      | 1 (0,1%)      |
| Хиспаноамериканци | 4 (0,2%)      | 7 (0,5%)      |
| Укупно            | 1.640         | 1.554         |